# Église de Sture
L'église de Sture (en finnois : Sturen kirkko) est un édifice historique construit  au XVe siècle pendant la période catholique dans le château de Turku en Finlande.

## Église de Sture
L'église de Sture est construite sur ordre du régent de Suéde Sten Sture l'Ancien dans les années 1480. 
À sa création, la chapelle avait un plafond voûté.
En 1614, lors d'un incendie , la voûte d'arête est détruite, une voûte en berceau sera construite à sa place, qui disparaîtra à la fin du XVIIIe siècle.
Les restes des structures de la voûte en briques ont été laissés visibles lors de la restauration d'après les guerres d'hiver et de continuation, et l'église de Sture a aujourd'hui un plafond plat.
Avec la Réforme, l'église de Sture devient une église luthérienne. 
Les armoiries des familles Sture et Tott liées à l'histoire du château sont peintes sur les murs de l'église.
L'église présente, entre-autres, une sculpture en bois représentant sainte Brigitte origaire de l'église de Nauvo.
Des services religieux catholiques sont parfois organisés dans l'église de Sture. 
Entre autres, en l'honneur du 700ème anniversaire de sainte Brigitte, une messe y a été célébrée en juillet 2003. L'idée de la messe et du lieu où elle se tenait est venue des oblats, du monastère de l'Ordre de sainte-Brigitte à Turku.
L'événement médiéval au château de Turku, organisé pendant le marché médiéval de Turku (fi), a aussi inclus une messe catholique au XXIe siècle. La messe est organisée par la paroisse de sainte-Brigitte et du Bienheureux Hemming et elle a été célébrée notamment en 2009, 2012, 2013 et 2014,,,.